# محمد مهدي صالح
محمد مهدي صالح الراوي هو سياسي عراقي سابق شغل منصب وزير التجارة منذ عام 1987 حتى احتلال العراق عام 2003.
درس في جامعة بغداد للفترة 1963-1967 وحصل على شهادة البكالوريوس، فعمل مدرسا في ثانوية الكفل في محافظة بابل للفترة 1969-1972، ثم التحق بدراسة الماجستير سنة 1972 وحصل على الشهادة سنة 1974.
سافر إلى المملكة المتحدة 1975 لدراسة الدكتوراه في جامعة مانشستر وحصل عليها سنة 1978، ثم استمر في دراسة ما بعد الدكتوراه.
عاد إلى العراق وعمل مديرا عاما في وزارة التخطيط ومحاضرا في جامعة بغداد حتى عام 1981.
بعدها شغل منصب مستشار رئيس الجمهورية للشؤون الاقتصادية، ورئيس ديوان الرئاسة حتى 4 آب 1987، حيث عين وزيرا للتجارة، واستمر في هذا المنصب حتى احتلال العراق سنة 2003. كما شغل منصب وزير المالية بالوكالة للفترة 1989-1991.
اعتقلته قوات الاحتلال الأمريكية في 23 نيسان 2003 حيث كان تسلسله 35 في قائمة بطاقات لعب العراقيين الأكثر طلبا، وكان مسجوناً مع مجموعة صنفها "مجموعة أسلحة الدمار"، ومعه فيها طارق عزيز وعبد التواب الملا حويش وعامر السعدي وعامر محمد رشيد وهمام عبد الخالق ومحمود فرج وحسام محمد أمين ومحمد فرج، أفرجت عنه الحكومة العراقية في 18 آذار 2012 لعدم ثبوت أي تهمة ضده. وفي يوم 1 كانون الأول سنة 2020، رفعَ مجلس الأمن اسمَ محمد مهدي من قائمة المطلوبين.
ذكرت بعد المصادر عن ترشيح قائمة متحدون له لشغل منصب محافظ الأنبار لكنه رفض المنصب، فيما نفى بعض السياسيون هذا الخبر.
يعيش حالياً في الأردن، ويعمل أستاذا في الجامعة الأردنية، في كلية الأمير الحسين بن عبد الله الثاني للدراسات الدولية ويشغل منصب ممثل قسم التنمية الدولية في مجلس الكلية علما أنه بدرجة أستاذ مساعد وحاصل على شهادة الدكتوراه من بريطانيا من جامعة مانشستر.

## درء المجاعة
صدر لمحمد مهدي صالح كتاب مذكراته لسنوات الحصار الاقتصادي التي بدأت بعد احتلال دولة الكويت سنة 1990، وذكر الوزير في كتابه الوسائل التي اتخذها للتصدّي للعقوبات التي فُرضت على العراق من سنة 1990 حتى سنة 2003، اسم الكتاب (درء المجاعة عن العراق مذكراتي عن سنين الحصار 1990 - 2003)، ومن تلك الوسائل توزيع حصة تموينية.

## روابط خارجية
- أبحاث الدكتور محمد مهدي صالح في موقع ريسيرش جيت
- [international.ju.edu.jo/ar/Arabic/Lists/FacultyAcademicStaff/Attachments/39/Dr.Mohd%20Saleh%20CV.doc السيرة الذاتية للدكتور محمد مهدي صالح]
- صفحة الدكتور محمد مهدي صالح في موقع الجامعة الأردنية